# История Уругвая
Эта южноамериканская страна не сразу получила то имя, под которым ныне её знает весь мир. Долгое время она звалась Восточной полосой (исп. Banda Oriental) и пребывала в составе губернаторства вице-королевства Перу, затем вице-королевства Рио-де-ла-Плата. Основы государственности «Восточной страны» заложил в 1811 году лидер Нации Гаучо (исп. el lider de la Nación Gaucha), генерал-протектор Хосе Хервасио Артигас. Страна, бывшая для Артигаса Восточной полосой (Восточным берегом), в 1828 году была названа его бывшими соратниками в честь реки Уругвай. И в знак исторической преемственности получила официальное имя: Восточная Республика Уругвай.

## Доколониальные времена
До покорения территории современного Уругвая испанцами, здесь жили индейские племена чарруа, чана и гуарани. Все они не имели крепких государственных традиций.

## Колониальные времена
В 1515 году началось проникновение испанцев. Поначалу они не смогли создать здесь постоянных опорных пунктов. Первые колонисты завезли лошадей (до этого неизвестных в Южной Америке) и крупный рогатый скот, что давало им средства к существованию.
В 1680 году на левом берегу залива Ла-Плата португальцами была построена крепость Колония-дель-Сакраменто, через которую они нелегально ввозили товары в Буэнос-Айрес. Для защиты от контрабандистов испанцы в 1724 году основали город Монтевидео, куда переселили большое количество гуанчей с острова Тенерифе. В 1750 году территория современного Уругвая, именовавшегося в то время Восточной полосой (исп. Banda Oriental), была официально закреплена за Испанией и в 1776 году вошла в состав вице-королевства Рио-де-ла-Плата. К концу колониального правления, население территории составляло 30 тысяч человек, треть из них жила в Монтевидео.
В 1798 и 1806—1807 годах Восточную полосу пытались захватить британцы.

## XIX — начало XX века
После вторжения Наполеона в Испанию было объявлено о независимости вице-королевства Ла-Плата. Жители Восточного берега, в особенности гаучо, поддержали революционную борьбу Хосе Хервасио Артигаса за независимость как от Испании, так и от Буэнос-Айреса. В 1811 году население Восточной полосы, под руководством Артигаса, начало также борьбу против вторгшихся из Бразилии португальских войск. Однако в октябре 1811 года Артигасу пришлось снять осаду с Монтевидео и на время отойти в провинцию Энтре-Риос, после чего последовала массовая эмиграция жителей за реку Уругвай.
Благодаря британскому посредничеству 26 мая 1812 года был подписан трактат Эррера — Рэйдмэйкера. В соответствии с третьей статьёй этого договора португальские войска должны были покинуть «испанскую территорию».
Представители Восточной полосы, лидером которых был Хосе Хервасио Артигас, потребовали выделения территории в отдельную провинцию. 7 марта 1814 года Верховный правитель Соединённых провинций Южной Америки Хервасио Антонио де Посадас, законодательно оформляя фактически существующее положение, издал декрет о создании Восточной провинции. В сентябре 1815 года Артигас принял в Восточной провинции новый земельный закон, позволявший конфисковывать земли «врагов революции».
Но с молчаливого согласия буэнос-айресского правительства португальцы в августе 1816 года вновь вторглись в Восточную провинцию. В начале 1820 года войска провинций Энтре-Риос и Санта-Фе отправились на юг и, разбив силы центрального правительства Соединённых провинций, установили в стране новую власть, более близкую по духу к идеям федерализма. Соединённые провинции признавали Восточную провинцию союзником, однако, вопреки требованиям Артигаса, не объявили войну Португалии. Артигас, с остатками своих сил, начал войну против предавших его союзников, но был разбит и в сентябре 1820 года эмигрировал в Парагвай. Португальцы собрали на оккупированной территории Восточной полосы Сисплатинский конгресс, который в июле 1821 года провозгласил присоединение этих земель к Бразилии в качестве провинции Сисплатина.

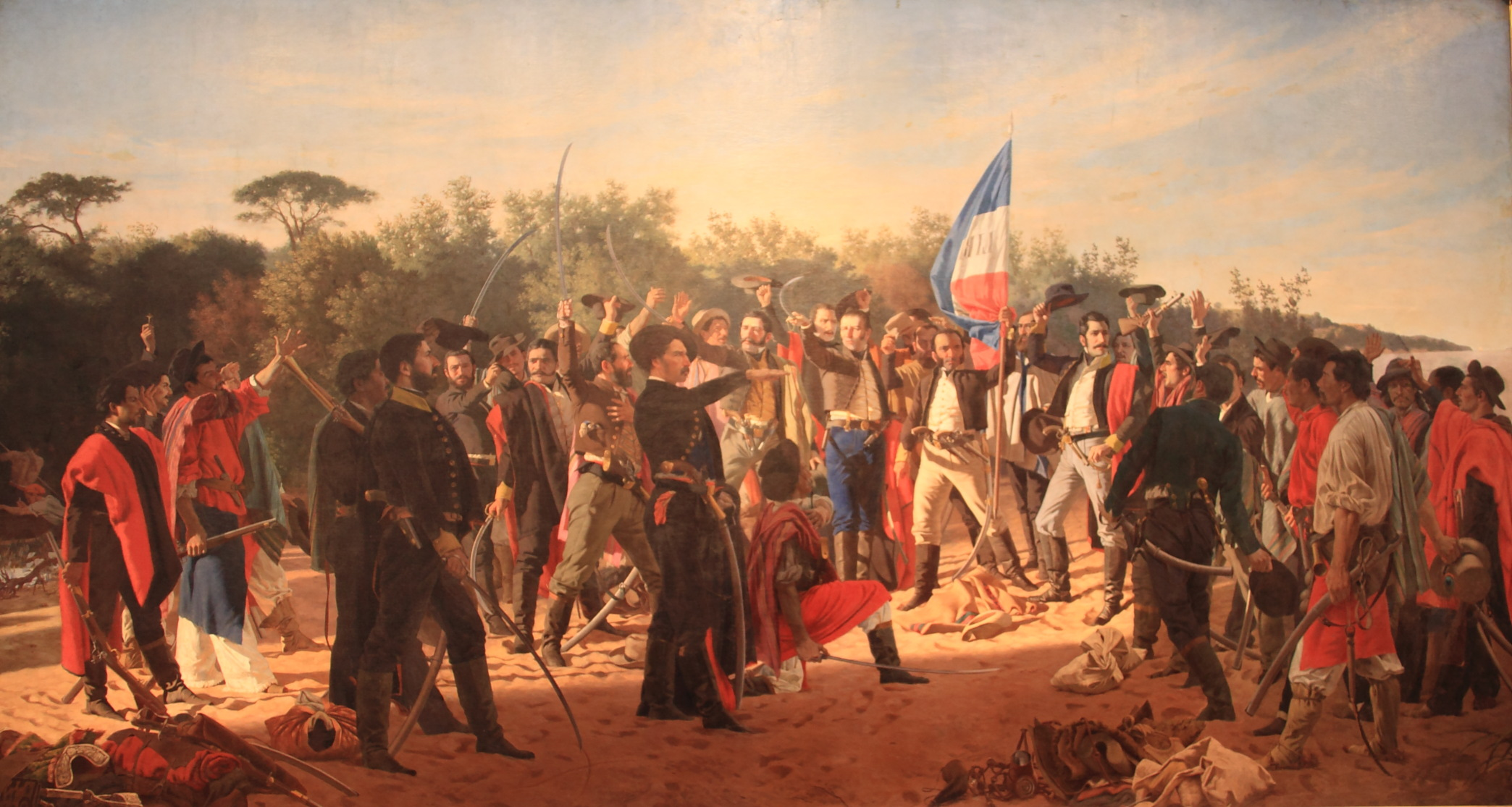
«Клятва 33-х уругвайцев», зачинщиков восстания 1825 года за освобождение Уругвая от бразильского ига.

19 апреля 1825 года группа бывших партизан Восточной провинции (известная как Тридцать три Ориенталес) во главе с Хуаном Антонио Лавальехой, получив поддержку ряда богатых аргентинцев, высадилась в Сисплатине. 14 июня они образовали во Флориде временное правительство провинции. 25 августа Флоридский конгресс провозгласил отделение Восточной провинции от Бразильской империи. 24 октября 1825 года Соединённые провинции Южной Америки признали вхождение Восточной провинции в свой состав. В ответ правительство Бразилии объявило войну Соединённым Провинциям.
К 1828 году аргентинские силы под командованием Фруктуосо Риверы контролировали значительную территорию Восточной провинции, а огромные военные расходы и давление Великобритании не давали Бразилии возможности продолжать войну. В результате этого, Бразилия была вынуждена начать мирные переговоры. В 1828 году была подписана предварительная мирная Конвенция, в соответствии с которой Сисплатина не отходила Соединённым провинциям, а провозглашалась независимым государством, получившим новое имя: Восточная Республика Уругвай.
В 1830 году была принята первая конституция страны. Уругвай постоянно находился то под контролем Бразилии, то под контролем Аргентины. Первый президент Уругвая Хосе Фруктуосо Ривера ориентировался на Бразилию, второй — Мануэль Орибе — на Аргентину. С 1838 по 1852 год в Уругвае шла гражданская война сторонников Орибе, избранного президентом, против Риверы, захватившего со своею партией Монтевидео. На стороне Орибе участвовала Аргентина. В результате победил Ривера.
В 1864 году президентом Уругвая был избран Атанасио Агирре. Его правление, которое продолжалось около года, переросло в гражданскую войну, начатую партией «Колорадо» и её лидером Венансио Флоресом, которые пользовались поддержкой Бразильской империи и аргентинского президента Бартоломе Митре. После ряда требований бразильского правительства в мае 1864 года, которые Агирре отказался выполнять, бразильские войска вторглись на территорию Уругвая при поддержке партии «Колорадо».
В ответ, в декабре 1864 года, Агирре разорвал договор 1851 года об альянсе и сотрудничестве с Бразилией. Этими действиями он пытался спровоцировать французскую интервенцию, для чего в январе 1865 года направил посольство к Наполеону III (миссия Кандидо Хуанико).
Однако 16 февраля 1865 года столица страны Монтевидео была взята бразильскими войсками. Агирре передал президентский пост председателю Сената Томасу Вильяльба, который через несколько дней был свергнут бразильцами, и президентом окончательно стал Венансио Флорес. Эти события стали одним из поводов для вступления Ургувая в 1865 году в союзе с Бразилией и Аргентиной в войну против Парагвая.
Уругвай — первая в мире держава, принявшая закон о разводе (1907). Также Уругвай является второй страной в мире, провозгласившей обязательное и бесплатное образование (1877).
В последние десятилетия XIX века в Уругвае укреплялась стабильность, пока не был убит президент Хуан Идьярте Борда. Наблюдался экономический рост, связанный с развитием животноводства.
Следующий президент Хосе Батлье-и-Ордоньес выступал за замену единоличной власти коллегиальной, но это предложение встретило сопротивление. Кроме того, при Батлье-и-Ордоньес были проведёны ряд реформ: внедрялся протекционизм, направленный на поддержку работающего на экспорт сельского хозяйства, национализированы несколько монополий и расширен государственный сектор, модернизирована система образования, развернуто строительство средних и высших учебных заведений, отменена смертная казнь, разделены церковь и государство, разрешены разводы, введён восьмичасовой рабочий день, созданы пенсионные программы, утверждено всеобщее избирательное право, запрещено жестокое обращение с животными. Заложенные Батлье инициативы стали основой периода длительного стабильного развития ранее раздираемого непрерывными гражданскими войнами Уругвая, который стали называть «латиноамериканской Швейцарией».

### Массовая иммиграция
После гражданской войны в Уругвае произошло резкое увеличение числа иммигрантов, прежде всего из Италии и Испании. В 1879 году численность населения страны составляла более 438 500 человек. В экономике произошел крутой подъём, прежде всего в животноводстве, также значительно вырос экспорт. Столица Монтевидео стала крупным экономическим центром региона и являлся перевалочным пунктом для товаров из Аргентины, Бразилии и Парагвая.

## Новейшая история
В 1929 году началась Великая депрессия, значительно ударившая по экономике Уругвая. В 1933 году президент Уругвая Габриэль Терра осуществил государственный переворот и распустил парламент. 
В 1938 году страна вернулась к либеральному правлению, к власти пришёл двоюродный брат Терры генерал Альфредо Бальдомир (1938—1943). Новой конституцией 1942 года были восстановлены гражданские свободы и права. В 1945 году Уругвай объявил войну гитлеровской Германии.
В 1950 году на выборах победил Андрес Мартинес Труэба. Он выступал за возрождение Национального правительственного совета и принял новую конституцию в 1951 году. В 1958 году на выборах победу одержала партия «Бланко», однако президент Эррера в 1959 году умер. В 1966 году к власти вернулась партия «Колорадо», выдвинув президентом Оскара Хестидо. Тот умер в декабре 1967 года, и его сменил Хорхе Пачеко Ареко. Инфляция набирала обороты, и Пачеко ввёл контроль над зарплатами. Это привело к череде забастовок и восстаний, развернулось партизанское движение, в частности Тупамарос во главе с Раулем Сендиком и Маурисио Розенкофом, действовавшее до 1973 года. С другой стороны, ультраправые силы создали уругвайские эскадроны смерти — Националистическую вооружённую оборону во главе с Мигелем Софией Абелейрой и Анхелем Кросой Куэвасом. Начало 1970-х годов прошло под знаком городской герильи, террора и контртеррора.
На выборах в 1971 году левые силы вдохновились победой Сальвадора Альенде в Чили и создали Широкий фронт под руководством генерала Либера Сереньи. Они рассчитывали провести в стране аграрную реформу и национализацию банков. Однако на выборах победил кандидат от партии «Колорадо» Хуан Бордаберри. Забастовочное движение набирало обороты, возобновились партизанские действия. Бордаберри отменил конституцию и бросил армию на борьбу с повстанцами. Армия в итоге начала набирать политический вес, и военные стали рваться к власти. Обстановка предельно обострилась от событий 14 апреля 1972, когда тупамарос расстреляли четырёх крайне правых деятелей, в том числе бывшего замминистра внутренних дел Армандо Акосту-и-Лару, на что власти и ультраправые ответили жёсткими репрессиями.
27 июня 1973 года в стране был осуществлён государственный переворот и установлена военная диктатура. В 1976 году Бордаберри ушёл в отставку, на его место был назначен Апарисио Мендес, который запретил все политические партии. Однако забастовочное движение нарастало.
В 1980 году был проведён референдум с целью изменения конституции и закрепления действующей модели власти. По его результатам 57 % страны высказались против диктатуры в пользу большей политической открытости.
В 1984 году на свободных президентских выборах победил кандидат правоцентристской партии «Колорадо» Хулио Сангинетти и сразу освободил всех политических заключённых. Его правление сопровождалось огромным внешним долгом, инфляция достигала 75 % в год.
С 1990 по 1995 год президентом Уругвая был представитель правой Национальной партии («Бланко») Лакалье де Эррера. Он провёл некоторую либерализацию торговли. В 1991 году Уругвай вступил в экономический блок МЕРКОСУР. В 1992 году в стране был проведён референдум о приватизации, где 72 % проголосовавших высказалось против.
Во время президентских выборов 1994 года победу одержал бывший президент страны Хулио Сангинетти, второй срок которого начался в 1995 году и истёк в 2000 году. В 1999 году выборы принесли успех представителю партии «Колорадо» Хорхе Батлье (2000—2005). В 2004 году впервые на президентских выборах победил представитель Широкого фронта Табаре Васкес (2005—2010).
Во втором туре президентских выборов 2009 года кандидат Широкого фронта сенатор Хосе Мухика, бывший боец леворадикального движения городских партизан Тупамарос, одержал победу над своими соперниками. Он официально вступил в должность 1 марта 2010 года. При нём продолжались реформы в экономической и социальной сфере. В апреле 2013 года Уругвай легализовал однополые браки. 25 декабря 2013 года президент Мухика подписал закон о легализации марихуаны, ранее одобренный верхней палатой парламента страны. В результате Уругвай стал первой страной в мире, легализовавшей производство и продажу этого наркотического вещества.